# Incendie de Moscou (1812)
Pour les articles homonymes, voir Incendie de Moscou.
L'incendie de Moscou est un événement de la campagne de Russie. L'incendie, de cause incertaine, éclate le 14 septembre 1812 lors de la prise de Moscou, lorsque les troupes russes et la plupart des habitants restants abandonnent la ville de Moscou juste devant l'avance de l'empereur français Napoléon dans la ville après la bataille de Borodino. L'incendie a pratiquement détruit la ville, qui avait été en grande partie abandonnée par ses habitants le mois précédent.

## Causes
Les spécialistes envisagent plusieurs causes. Selon la version officielle du gouvernement tsariste, l'incendie a été causé par les actions des occupants. Selon d'autres sources comme le Sergent Bourgogne dans son livre "Mémoires", l'incendie aurait été provoqué par des forçats. A contrario, Fédor Rostopchine a été accusé par les Français d'avoir ordonné de mettre le feu à la ville. Il n'existe cependant aucune preuve écrite confirmant l'existence d'ordres directs ou d'instructions pour préparer l'incendie de la ville. Aucune preuve ne suggère que l'incendie a été préparé à l'avance. Le retrait des moyens de lutte contre les incendies est souvent avancé comme une preuve de la responsabilité de Rostoptchine mais il convient de noter que, tous les habitants ayant été évacués, ces moyens n'auraient servi à rien en cas d'incendie. Rostoptchine a lui-même adopté des postures contradictoires. Il a parfois semblé accepter la responsabilité qui lui apportait une certaine notoriété, notamment en Allemagne, et l'a finalement rejetée face aux reproches de ses compatriotes russes. Il est parfois rapporté que Rostoptchine aurait libéré des prisonniers avec ordre d'incendier la ville. Mais cela semble relever de la fiction. Les rapports officiels prouvent que la majorité des prisonniers (moins de 700) ont été évacués avec les habitants et que seuls des malades (une petite dizaine) ont été abandonnés sur place. 
Il semble que certains Moscovites auraient eux-mêmes pu mettre le feu à leur propriété, plutôt que de l'abandonner aux Français. De plus, de nombreux pillages ont eu lieu, à la suite de l'évacuation de la ville par les autorités, et notamment par la Grande Armée elle-même. Ces pillages et le chaos pourraient être à l'origine de l'incendie. Lors de la retraite de la Grande Armée, le reste de la ville est intentionnellement détruit par les forces françaises, notamment des dépôts de munitions et de vivres. Napoléon donne en particulier l'ordre à Maret de faire exploser le Kremlin. Après le retrait des Français, les pillages se poursuivent, finissant de dévaster la ville.

## Dégâts

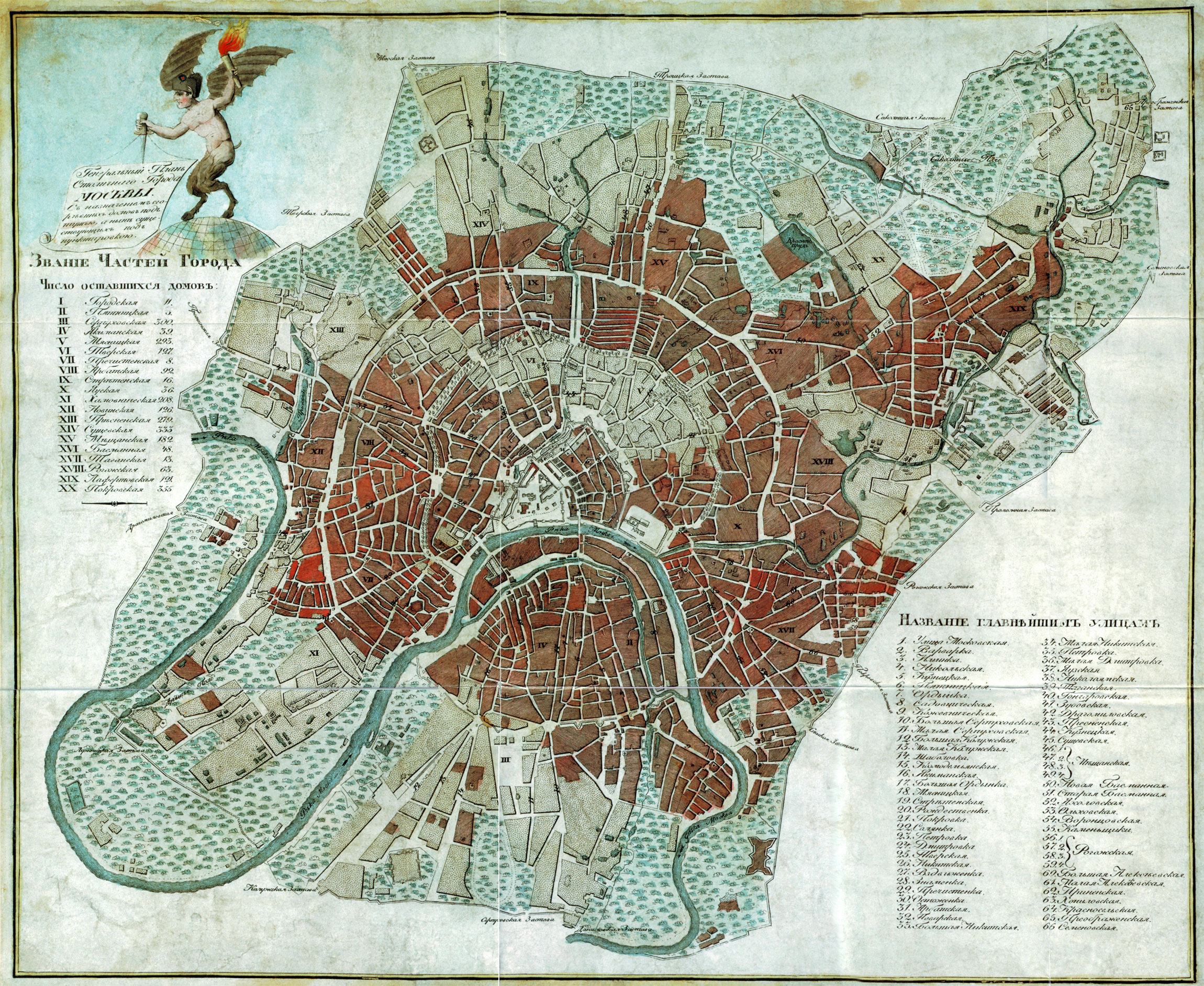
Carte de 1817, la zone ravagée par l'incendie est marquée en rouge.

Ivan Kataïev a estimé en 1911 que les destructions ont affecté les 3/4 des bâtiments de la ville : 
- 6 496 des 9 151 maisons privées (ce total comprenait 6 584 bâtiments en bois et 2 567 bâtiments en briques) ;
- 8 251 magasins de détail et entrepôts (dont la plupart des quartiers d'affaires de Kitaï-gorod et Zamoskvoretche) ;
- 122 des 329 églises.

Quelque 12 000 corps ont été retrouvés dont environ 2 000 étaient ceux de soldats russes blessés.  L'université d'État de Moscou, la bibliothèque du comte Boutourlin, les théâtres Petrovski et Arbatski ont été complètement détruits ; de nombreuses œuvres d'art, notamment le manuscrit du poème épique du  Dit de la campagne d'Igor, ont été perdus à jamais. L'orphelinat de Moscou près de Kitaï-gorod, converti en hôpital, a été épargné grâce à la police locale. La population de Moscou en 1811 est estimée à 270 000 habitants ; après la guerre, lorsque les résidents sont revenus dans la ville, elle est tombée à 215 000 ; en 1840, elle a atteint le nombre de 349 000 habitants .   
Les cartes établies par les autorités russes après la guerre (notamment des cartes militaires de 1817 réimprimées pour le public en 1831) montrent que la majorité du territoire de Moscou a été détruit dans l'incendie, à l'exception notable du Kremlin de Moscou, l'orphelinat, du quartier nord de Bely Gorod (de la rue Tverskaïa à la rue Pokrovka), des étangs du Patriarche à l'ouest, ainsi que des établissements de la banlieue.

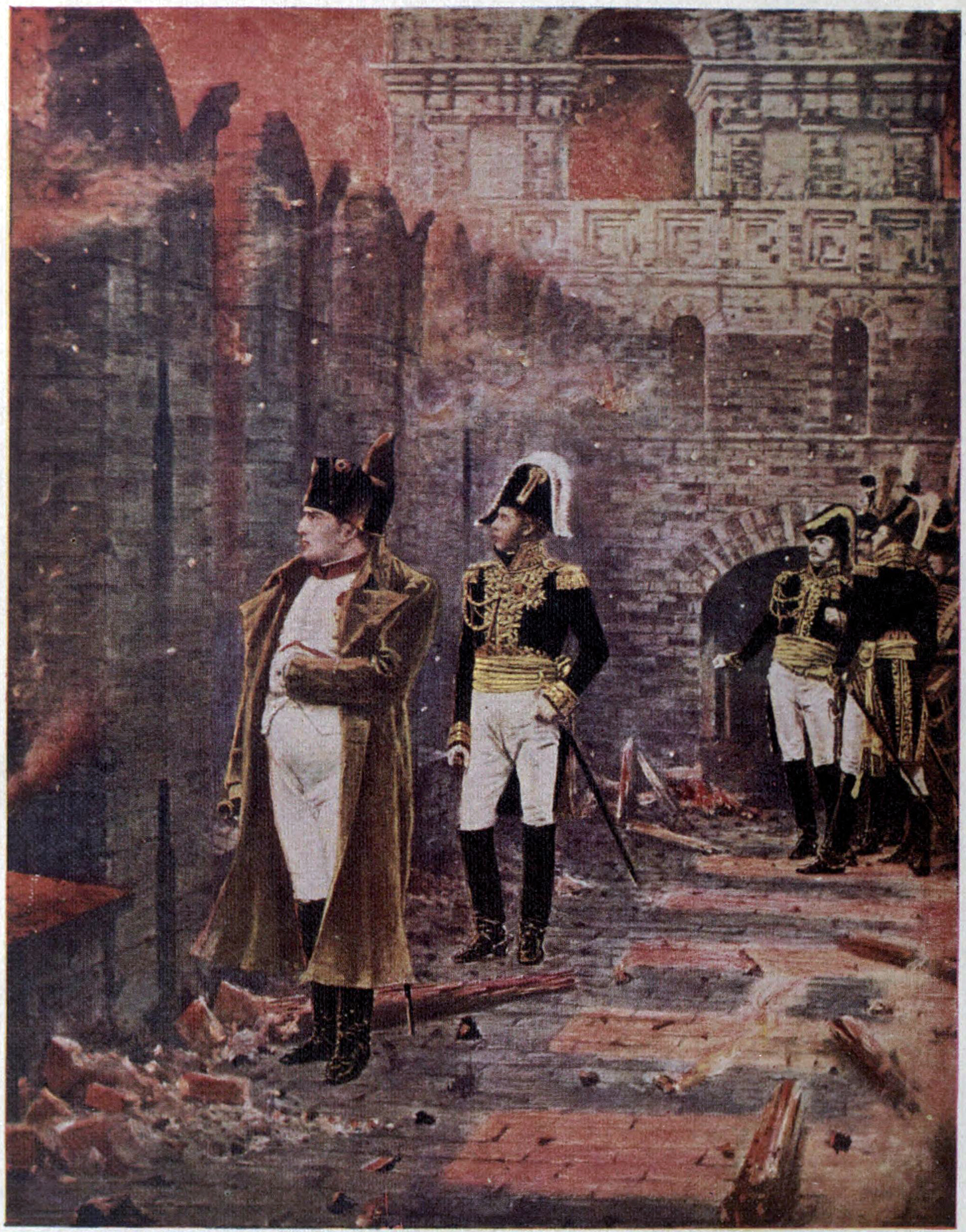
Napoléon regardant l'incendie de Moscou depuis les murs du Kremlin par Vassili Verechtchaguine.

Ces plans, qui exagèrent probablement le désastre, montrent certains quartiers épargnés comme détruits. Par exemple, la rue Bolchaïa Nikitskaïa à l'ouest du boulevard périphérique conserve nombre de ses demeures intactes ; les troupes occupantes défendent leurs propres logements ainsi que le théâtre français et la colonie française de Kouznetski Most. Les Français tentèrent même de sauver le palais Batachov, occupé par Murat, mais après deux jours de lutte acharnée, celui-ci a été détruit dans l'incendie de l'arrondissement de Taganka.
Le général Marbot objecte à ceux qui prétendaient que l'incendie de Moscou était la principale cause de l'échec de la campagne de 1812 que la destruction de Moscou n'était pas si étendue qu’il  ne restât pas suffisamment de maisons, de palais, d'églises ou de casernes pour héberger l'ensemble de l'armée. De plus, de nombreuses unités étaient stationnées en dehors de la ville, par exemple à Ostankino (cavalerie légère) ou Khimki (corps italien) ; d'autres ont été envoyées au sud pour faire barrage aux mouvements des Russes.

## Reconstruction de la ville

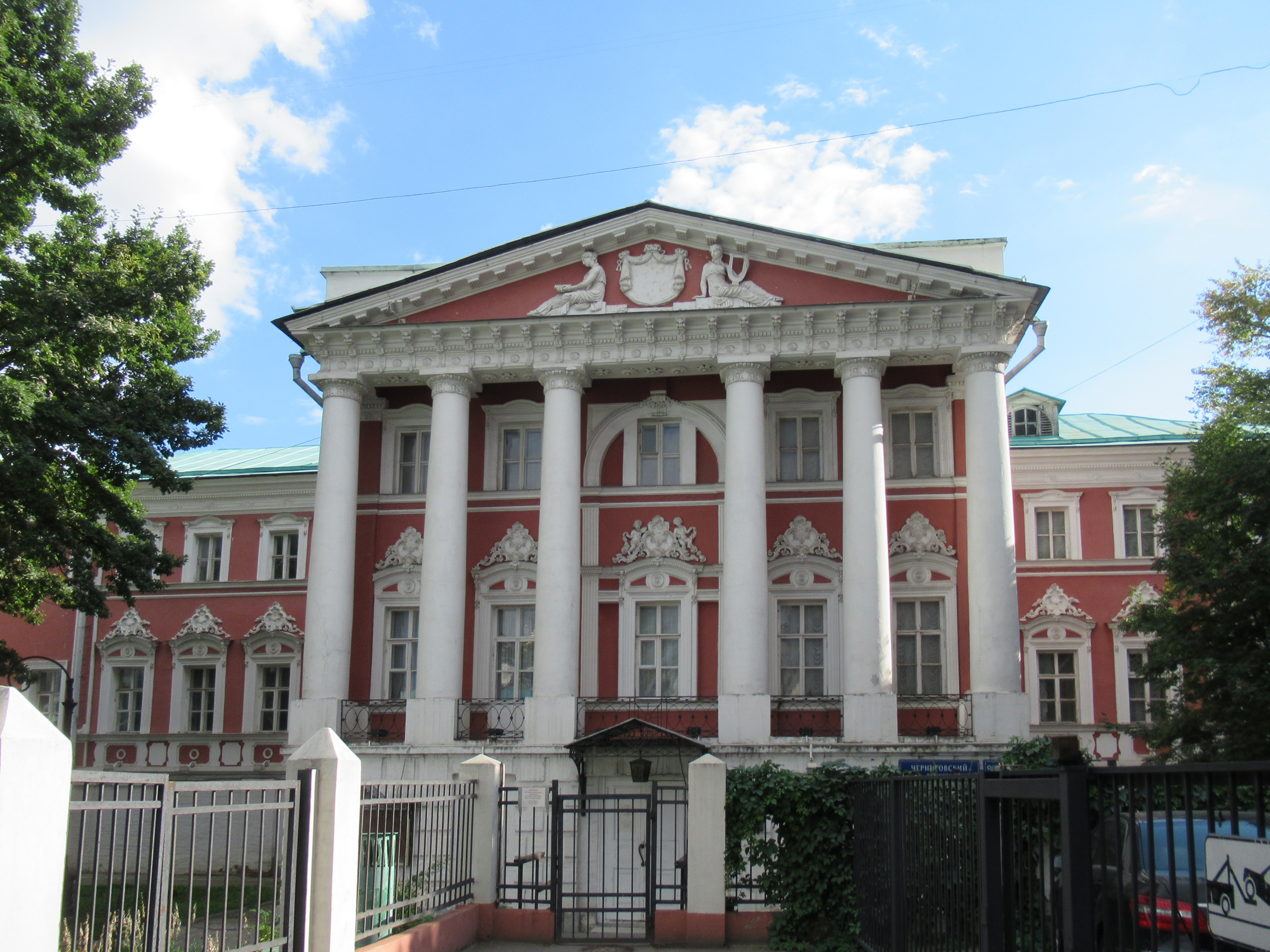
Certains bâtiments du XVIIIe siècle ont été reconstruits selon les plans d'origine.

Après le retrait des forces françaises, les habitants reviennent petit à petit. Des dizaines de milliers de Moscovites sont sans abri, sans compter les nombreux blessés abandonnés sur place. 
Une pénurie de fonds, publics et privés, retarde la reconstruction de Moscou d'au moins cinq ans. Au cours de ces années, de nombreuses propriétés sont vendues par des propriétaires ruinés et des quartiers entiers changent de composition sociale ; par exemple, toutes les propriétés de la rue Marosseïka autrefois diversifiée sont achetées par la classe marchande. 
La catastrophe donne aux autorités une occasion unique de replanifier la ville à partir de zéro, comme ce fut le cas à Kiev après l'incendie de Podil de 1811. En février 1813, Alexandre Ier de Russie crée une Commission à la construction à Moscou, avec pour instruction de produire un plan directeur viable pour la ville. Le plan de 1813 de William Hastie est cependant jugé infaisable, et la Commission se tourne alors vers de nombreux architectes et topographes locaux qui produisent le plan directeur final de 1817 (incorporant les idées de Hastie de nettoyer les places centrales de Moscou). En 1816-1830, les urbanistes installent la ceinture des Jardins, une route circulaire à la place d'un ancien rempart de fortification, et élargissent de nombreuses autres rues. 
La reconstruction de la place Rouge et de Kitaï-gorod est confiée à Joseph Bové, qui conçoit les façades néoclassiques des bâtiments marchands (actuels GOUM) en miroir de ceux du Sénat du Kremlin de Matveï Kazakov. En février 1818, Ivan Martos achève le monument à Kouzma Minine et Dmitri Pojarski, le premier monument public de Moscou, placé au centre de la place Rouge. Bové a conçoit également la place du théâtre symétrique et achève les théâtres du Bolchoï et de Maly en 1825. L'université de Moscou et d'autres bâtiments publics sont reconstruits par Domenico Giliardi et Afanasy Grigoriev.

## Utilisation dans la culture
Léon Tolstoï utilise l'incendie dans l'intrigue de Guerre et Paix :523 Ces scènes ont été adaptées dans la série de films soviétique de 1965-1967, Guerre et Paix ; l'équipe de tournage a planifié les scènes pendant dix mois et a filmé l'incendie avec six caméras au sol et d’autres embarquées dans des hélicoptères.
L'incendie a été représenté dans le film Napoléon (2023) par Ridley Scott.

Dans les arts
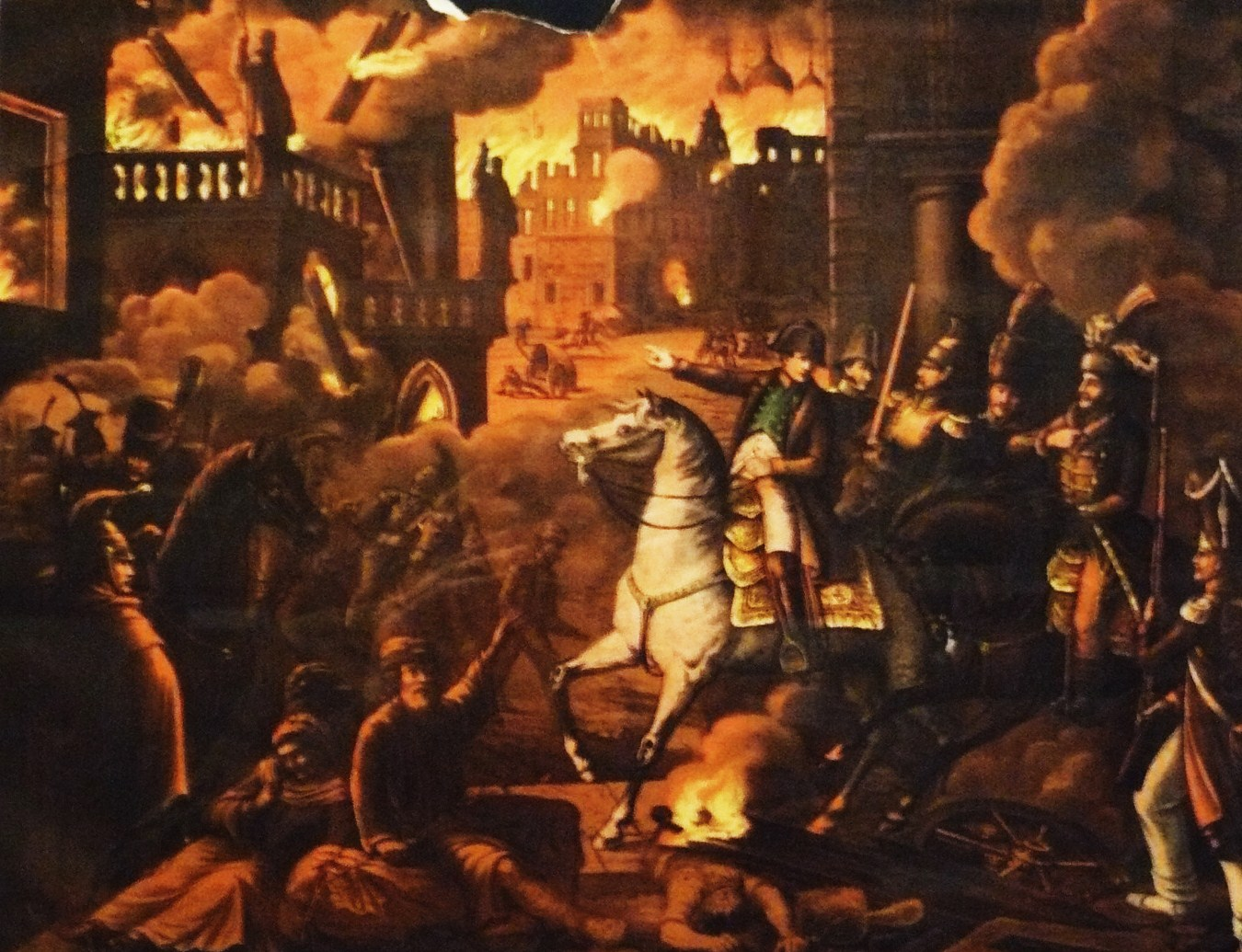
L'incendie de Moscou représenté par un artiste allemand inconnu.
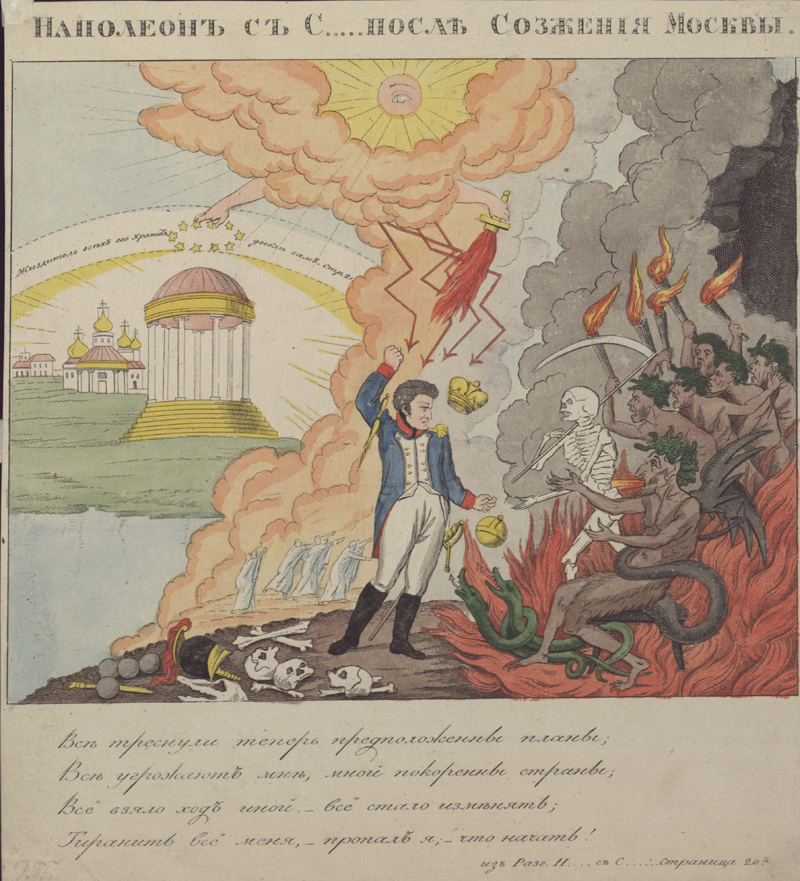
Une caricature du XIXe siècle  (Loubok) de Napoléon rencontrant Satan après l'incendie de Moscou, par Ivan Alekseïevitch Ivanov.
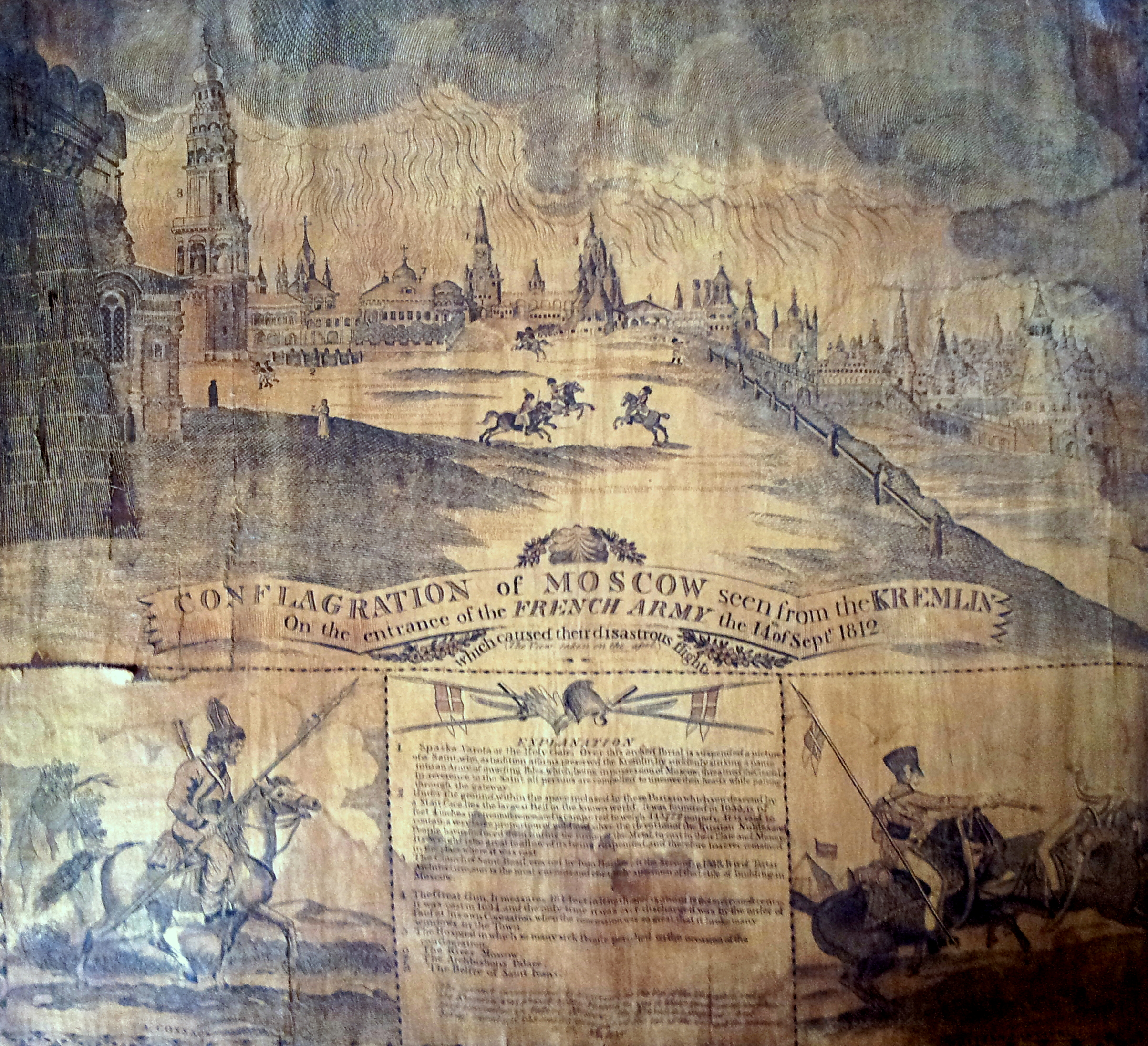
L'Incendie de Moscou (1812) vu d'Angleterre. "Conflagration of Moscow Seen from the Kremlin, on the entrance of the French Army, the 14th of Sept 1812".
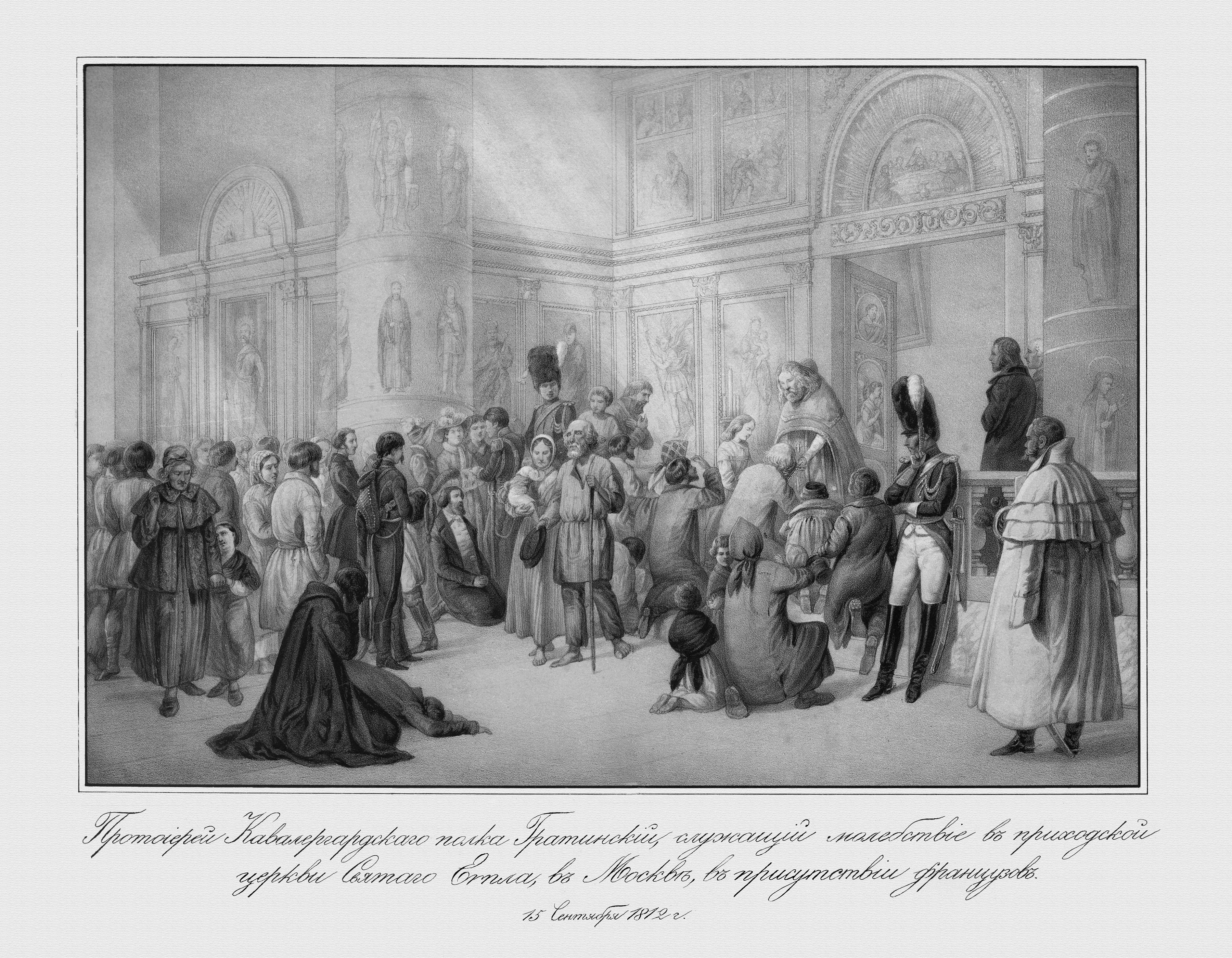
Liturgie dans l'église Saint-Evpla de Moscou en présence de soldats français, 15 septembre 1812 (grégorien : 27 septembre).
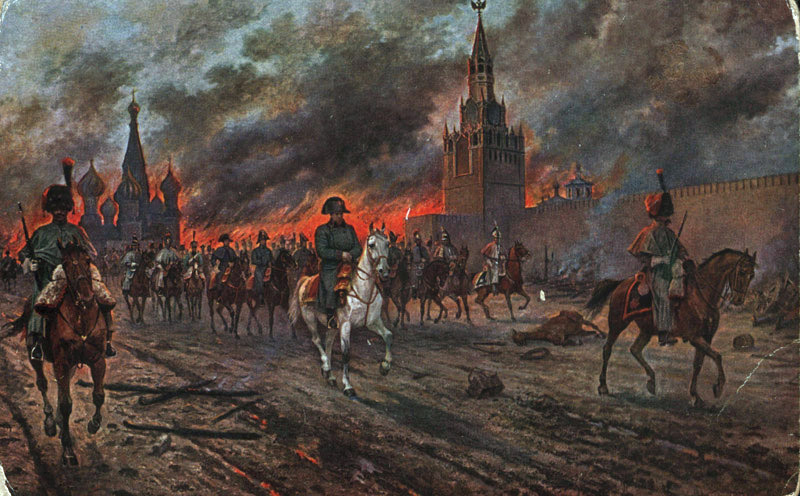
Napoléon se retirant de Moscou en feu.
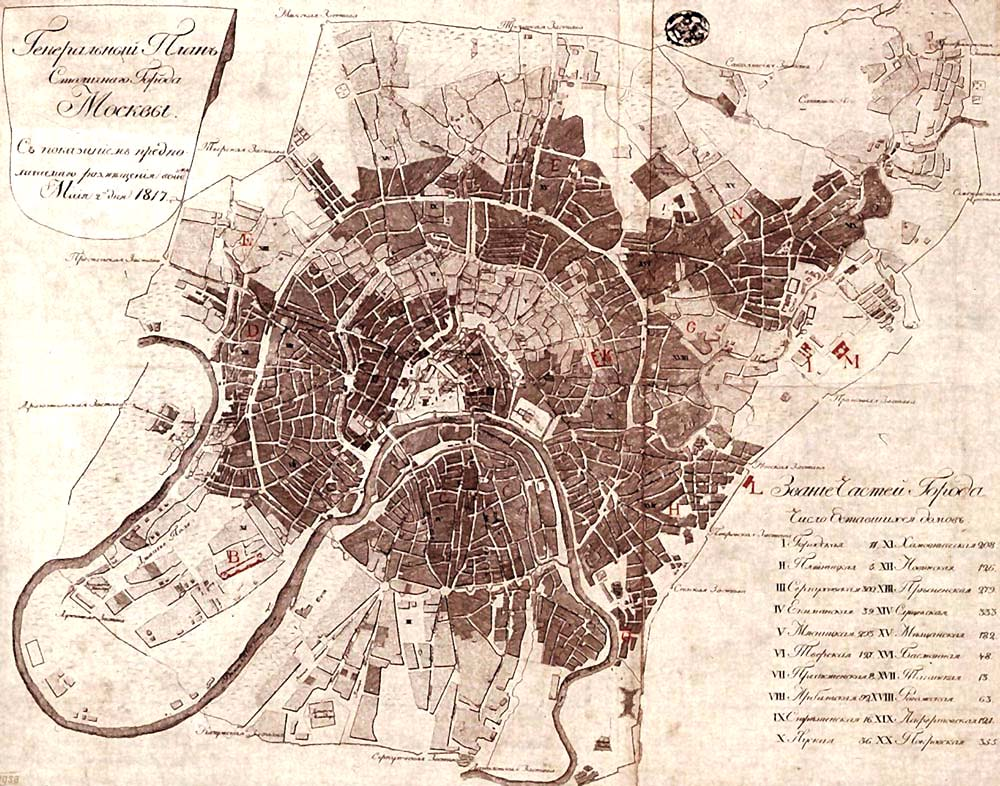
Carte de 1817 montrant la zone détruite en noir. La carte exagère probablement les dégâts, montrant certains blocs survivants comme s'ils avaient été détruits.

## Voir également
- Campagne de Russie, prise de Moscou
- Politique de la terre brûlée
- Incendie de Kiev (1811)